# Anficrate (retore)
Anficrate (in greco antico: Ἀμφικράτης?, Amphikrátes; Atene, ... – ...; fl. I secolo a.C.) è stato un retore e sofista ateniese.
Contemporaneo di Tigrane II (70 a.C.), fu esiliato da Atene per motivi a noi ignoti e si recò a Seleucia sul Tigri. 
Gli abitanti gli chiesero di insegnare retorica nella città ma Anficrate rifiutò affermando che un boccale è troppo piccolo per contenere un delfino. 
Si recò quindi presso Cleopatra, figlia di Mitridate VI del Ponto e sposa di Tigrane, che pare provasse affetto per lui. Anficrate divenne presto oggetto di sospetti e gli fu proibito di avere contatti con i Greci; a quel punto si lasciò morire di fame (Plutarco Luc. 22.) 
L'Anonimo del Sublime lo critica per la sua affettazione. Non è certo che sia lo stesso Anficrate citato da Ateneo (13.576; D. L. 2.101) come autore di un'opera sugli uomini celebri. 